# Circuito Femenino ITF 2016
El Circuito Femenino ITF 2016 es la edición 2015 de la segunda gira de nivel profesional de las mujeres del tenis. Está organizado por la Federación Internacional de Tenis y está en un nivel por debajo de la WTA. El Circuito Femenino ITF incluye torneos con premios que van desde $ 10.000 hasta $ 100.000.

## Distribución de puntos de clasificación
| Description        | G   | F  | SF | CF | R16 | R32 | QLFR | Q3 | Q2 | Q1 |
| ------------------ | --- | -- | -- | -- | --- | --- | ---- | -- | -- | -- |
| ITF $100,000+H (S) | 150 | 90 | 55 | 28 | 14  | 1   | 6    | 4  | 1  | –  |
| ITF $100,000+H (D) | 150 | 90 | 55 | 28 | 1   | –   | –    | –  | –  | –  |
| ITF $100,000 (S)   | 140 | 85 | 50 | 25 | 13  | 1   | 6    | 4  | 1  | –  |
| ITF $100,000 (D)   | 140 | 85 | 50 | 25 | 1   | –   | –    | –  | –  | –  |
| ITF $75,000+H (S)  | 130 | 80 | 48 | 24 | 12  | 1   | 5    | 3  | 1  | –  |
| ITF $75,000+H (D)  | 130 | 80 | 48 | 24 | 1   | –   | –    | –  | –  | –  |
| ITF $75,000 (S)    | 115 | 70 | 42 | 21 | 10  | 1   | 5    | 3  | 1  | –  |
| ITF $75,000 (D)    | 115 | 70 | 42 | 21 | 1   | –   | –    | –  | –  | –  |
| ITF $50,000+H (S)  | 100 | 60 | 36 | 18 | 9   | 1   | 5    | 3  | 1  | –  |
| ITF $50,000+H (D)  | 100 | 60 | 36 | 18 | 1   | –   | –    | –  | –  | –  |
| ITF $50,000 (S)    | 80  | 48 | 29 | 15 | 8   | 1   | 5    | 3  | 1  | –  |
| ITF $50,000 (D)    | 80  | 48 | 29 | 15 | 1   | –   | –    | –  | –  | –  |
| ITF $25,000 (S)    | 50  | 30 | 18 | 9  | 5   | 1   | 1    | –  | –  | –  |
| ITF $25,000 (D)    | 50  | 30 | 18 | 9  | 1   | –   | –    | –  | –  | –  |
| ITF $15,000 (S)    | 25  | 15 | 9  | 5  | 1   | –   | –    | –  | –  | –  |
| ITF $15,000 (D)    | 25  | 15 | 9  | 1  | 0   | –   | –    | –  | –  | –  |
| ITF $10,000 (S)    | 12  | 7  | 4  | 2  | 1   | –   | –    | –  | –  | –  |
| ITF $10,000 (D)    | 12  | 7  | 4  | 1  | 0   | –   | –    | –  | –  | –  |

"+H" indica que se proporciona hospitalidad.